# Maurice Burtaire
Maurice Alphonse Alfred Burtaire, né à Charleville (Ardennes) le 7 octobre 1883, mort le 8 décembre 1964 à Villey-Saint-Étienne (Meurthe-et-Moselle), est un militaire français de la seconde guerre mondiale.

## Biographie[2]
Né à Charleville le 7 octobre 1883 d’un père enseignant et d’une mère au foyer. Il entre à          l’école de Saint-Cyr en 1902 d’où il sort sous-lieutenant affecté au 156e régiment d'infanterie. Il passe capitaine en 1914 puis chef de bataillon en 1917, décoré de la Croix de guerre et de la Légion d’honneur en 1918 pour ses faits d’arme pendant la Grande Guerre. Son frère, Raymond Burtaire, tombe au champ d'honneur à 26 ans en Argonne le 14 juillet 1915. Il est affecté au 167e régiment d'infanterie et admis à l'école de guerre en novembre 1922. Il en sort en 1924 et part pour le Maroc à la disposition de l’état-major des troupes. Revenu en France, il est promu lieutenant-colonel en 1929 à l’état-major de la 9e région militaire. Par la suite, il est attaché au 23e régiment de tirailleurs en Algérie de 1929 au 6 novembre 1932. Il devient colonel en 1935 et devient chef d’état-major de la place de Paris en 1937. Il est nommé général de brigade le 9 septembre 1939 et devient, à titre temporaire, le commandant du secteur fortifié de Montmédy (SFMO) dont il devient, définitivement, le général commandant. À ce poste, il doit faire face à la percée de Sedan depuis son PC du château des Tilleuls à Stenay (Meuse). Au début du mois de juin, il constitue, avec les restes des effectifs du SFMO, une unité de marche qui porte son nom (la division légère Burtaire) et qui combat du 13 au 22 juin 1940 pendant toute la retraite. Il est fait prisonnier le 21 juin 1940. Burtaire part en captivité au château de Königstein où ont été détenus tous les officiers généraux pendant la durée de la guerre. Il est libéré le 9 mai 1945. En 1954, il est élevé à la dignité de grand officier dans l'ordre national de la Légion d'honneur. Il participe à de nombreuses cérémonies commémoratives (dont celles de l'ouvrage de La Ferté) dans son ancien secteur fortifié jusqu’à son décès.

## Distinctions[4]
- Légion d'honneur :
  -  Chevalier de la Légion d'honneur (décret du 17 octobre 1915)
  -  Officier de la Légion d'honneur (décret du 16 juin 1920)
  -  Commandeur de la Légion d'honneur (décret du 30 décembre 1938)
  -  Grand officier de la Légion d'honneur (décret du 10 novembre 1953)
- Croix de guerre 1914–1918, avec 3 palmes et 1 étoile de vermeil et 2 étoiles d'argent.
- Croix de guerre 1939–1945, avec 1 palme.
- Croix de guerre des Théâtres d'opérations extérieurs, avec 1 palme et 1 étoile d'argent.
- Médaille commémorative de la guerre 1914–1918
- Médaille interalliée de la Victoire